# 台湾笠蜗牛
台湾笠蜗牛（学名：Videnoida cultrata formosana），是柄眼目笠蜗牛科Videnoida的一种。主要分布于台湾，常栖息在潮湿落叶底。